# Fiera di Soročincy
La Fiera di Soročincy (in ucraino Національний Сорочинський ярмарок? viene organizzata ogni anno alla fine di agosto nella cittadina do Velyki Soročynci vicino a Poltava, in Ucraina.
Durante l'Impero russo la fiera si teneva cinque volte all'anno ed era molto simile ad altre fiere che si tenevano regolarmente nella zona, questa in particolare divenne più celebre a causa dell'omonimo racconto di Gogol', parte della raccolta Veglie alla fattoria presso Dikan'ka su cui poi Modest Petrovič Musorgskij scrisse il libretto dell'opera La fiera di Soročincy.
Durante l'epoca sovietica la fiera, come tutte le altre in Ucraina, venne chiusa, alla riapertura la fiera si caratterizzò per il mantenimento della tradizione, gli organizzatori indossano costumi tradizionali e l'evento raduna artigiani da tutto il paese.
La fiera è caratterizzata da diversi eventi, dalla semplice vendita di prodotti tipici ucraini alle esibizioni teatrali, lotte fra uomini, corsi di ricamo tradizionale, di ceramica, di forgiatura e altro.
Si possono assaggiare piatti tipici come il borsch (zuppa di rapa rossa) e i varenyki (ravioli con patate o altro).